# Sellenberk

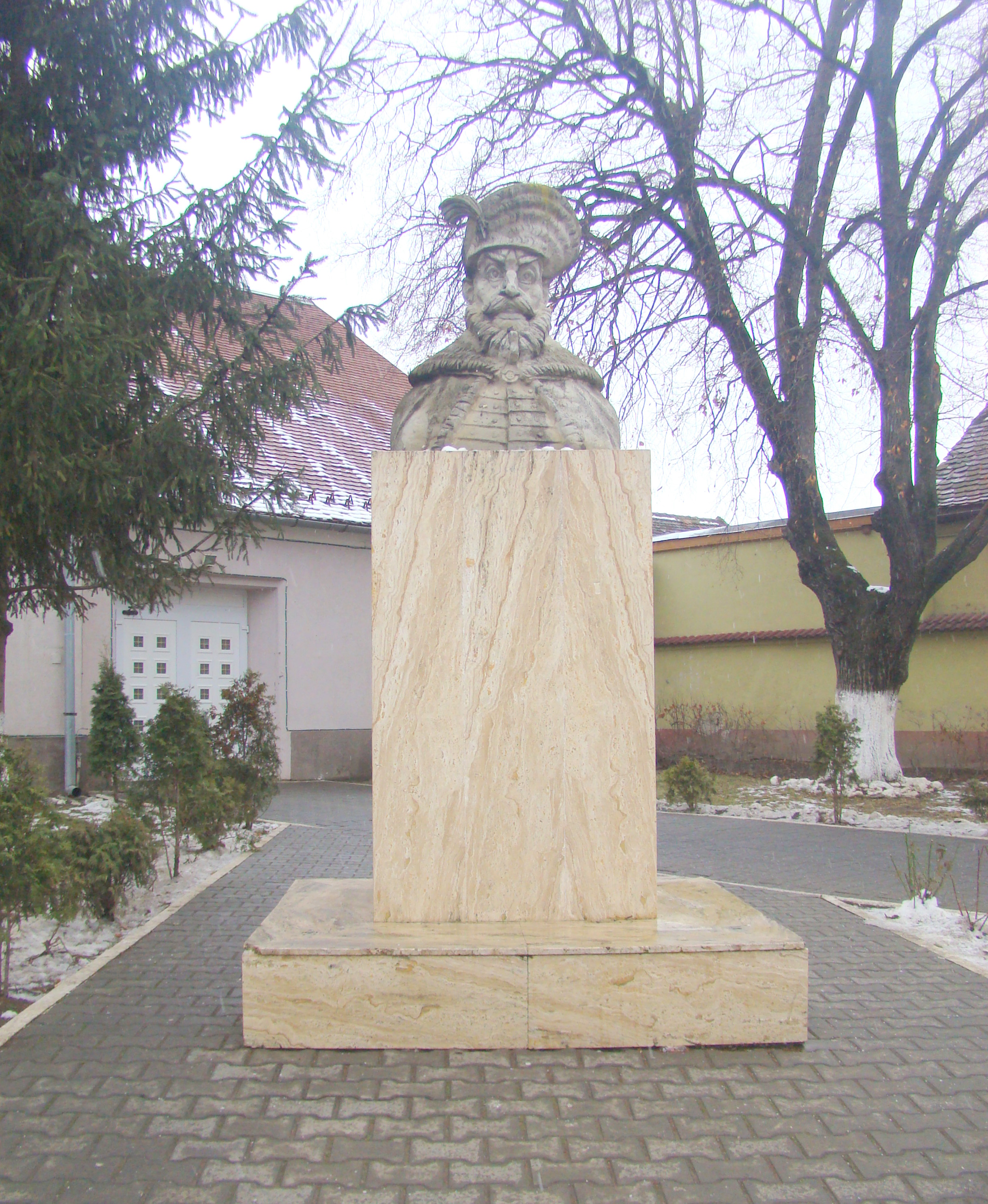
Vitéz Mihály mellszobra

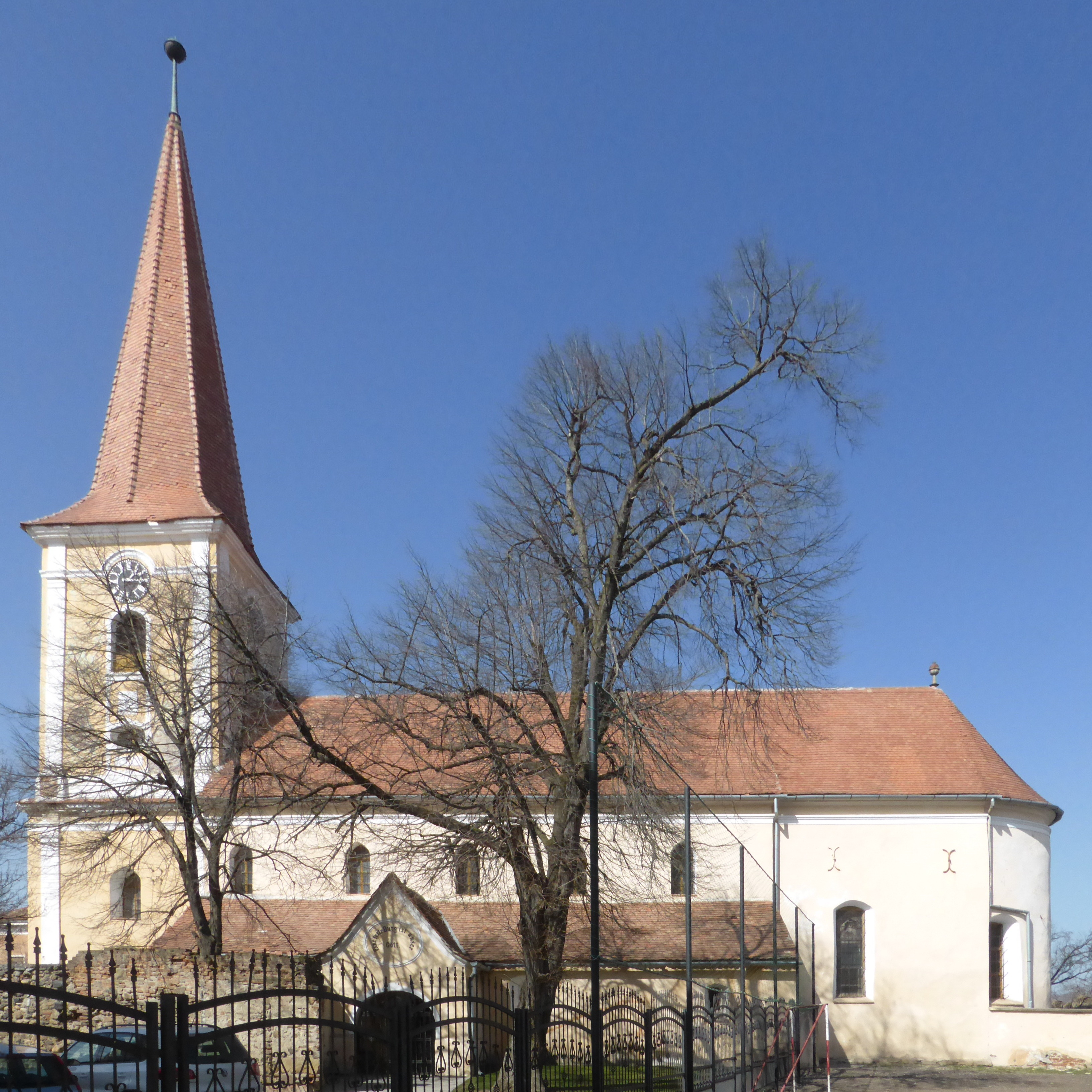
Evangélikus templom

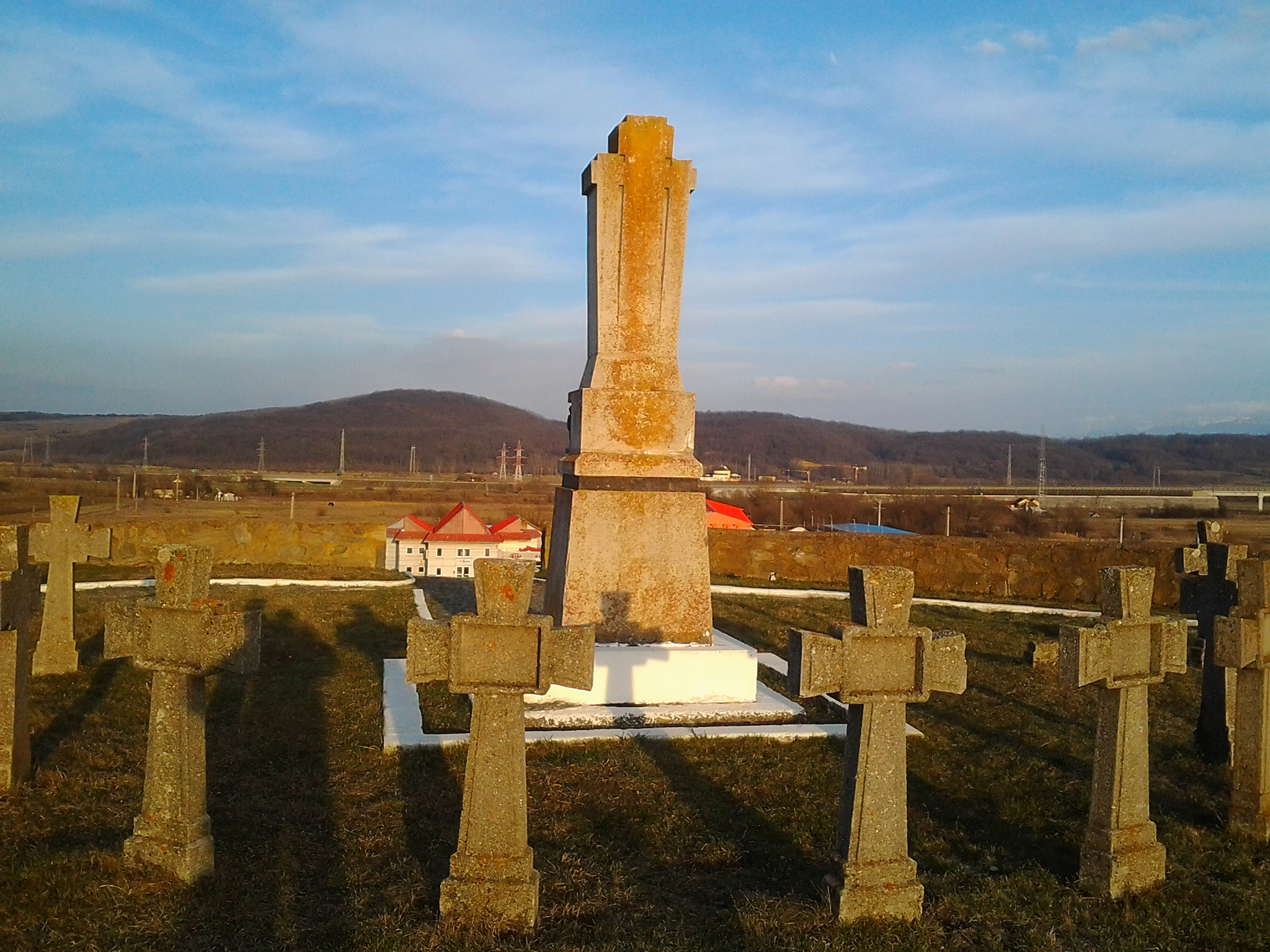
A csata emlékműve

Sellenberk (románul Șelimbăr, németül Schellenberg) falu Romániában, Erdélyben, Szeben megyében, az azonos nevű község központja.

## Fekvése
Nagyszebentől 5 km-re délkeletre fekszik.

## Nevének eredete
Neve német eredetű. Kiss Lajos szerint a középfelnémet schëllen 'visszhangzik' és berc 'hegy' szavak összetétele. Mircea Buza szerint előtagja személynévi eredetű. Először 1323-ban említették, Schellenberg alakban. Későbbi írásos névváltozatai: Schellenburch (1488), Schellemburg (1508), Selimberg (1605).

## Története
Szász alapítású település volt Szebenszékben. 1529-ben havasalföldi csapatok fölégették.
A falu és Nagyszeben közti Burgerwiesen réten zajlott  1599. október 28-án az a csata, amelyben Vitéz Mihály fejedelem székelyekkel megerősített havasalföldi serege csapott össze a Báthory András fejedelem vezette erdélyi sereggel és győzelmet aratott. A győzelemben a gyűlölt Báthory ellen a végsőkig küzdő székelyeknek oroszlánrészük volt. Néhány nappal később a menekülő fejedelmet Csíkszentdomokos határában meggyilkolták, Vitéz Mihály pedig bevonult Gyulafehérvárra.
1659–1660-ban, Nagyszeben ostromakor itt táborozott II. Rákóczi György és csapatai felégették a falut. A kurucok 1705-ben és 1707-ben is felégették. 1765-ben ismét a teljes falu leégett, pedig házai ekkor már kőből épültek, cseréppel fedve. Első román lakóit 1720-ban említették.
1876-ban Szeben vármegye Nagydisznódi járásához csatolták.

## Népessége
- 1850-ben 643 lakosából 457 volt német, 96 cigány és 85 román nemzetiségű; 457 evangélikus és 174 ortodox vallású.
- 1900-ban 895 lakosából 558 volt német, 313 román és 24 magyar anyanyelvű; 550 evangélikus, 311 ortodox, 17 római katolikus és 14 református vallású.
- 2002-ben 2014 lakosából 1919 vallotta magát román, 47 német, 31 cigány és 16 magyar nemzetiségűnek; 1839 ortodox, 29 evangélikus, 24 adventista, 19 római katolikus, 14 református, 14 baptista és 12 pünkösdista vallásúnak.
- A 2000-es években a korábbi falumag és Nagyszeben Vasile Aaron negyede között új lakónegyed épült föl, amely megkétszerezte a település lakosságát.[3] A 2010-es években a népesség tovább duzzadt, a falu déli irányban is bővült.[4] 2022-ben Sellenberk község lakosságának csak 33%-a volt helyi születésű, a legalacsonyabb arány a megyében.[5]

## Látnivalók
- A falu előtti dombtetőn álló emlékmű állít emléket az 1599. október 28-i csatának (Mihály vajda mellszobra).
- Szász erődített evangélikus temploma eredetileg háromhajós, román kori bazilika. 1423 körül, amikor búcsúengedélyt kapott, átépítették, főhajóját megmagasították. 1507-ben vették körül kettős kőfallal. 1599-ben a Báthory pártján álló szász lakosok a falak közt vészelték át a csatát és sikerült megmenteniük a bíboros seregének 350 szász katonáját. Tornyát 1804-ben emelték. A templomot 1863-ban renoválták. Egykori védőművéből ma már csak a belső védőfal egy részlete áll.

## Gazdaság
- 2006 óta területén kereskedelmi park működik (European Retailpark Sibiu), hipermarketekkel.
- Fa- és építőanyag-ipar.

## Testvértelepülése
- Montgermont, Franciaország